# Madame Chrysanthème
 (novembre 2022).
Si vous disposez d'ouvrages ou d'articles de référence ou si vous connaissez des sites web de qualité traitant du thème abordé ici, merci de compléter l'article en donnant les références utiles à sa vérifiabilité et en les liant à la section « Notes et références ».
Madame Chrysanthème est un roman de Pierre Loti publié en 1888 qui connut un immense succès d'édition[réf. nécessaire].

## Résumé
Le roman, inspiré de l'expérience de l'auteur, raconte le mariage d'un jeune officier de la Marine française avec une Japonaise à Nagasaki.

## Commentaire

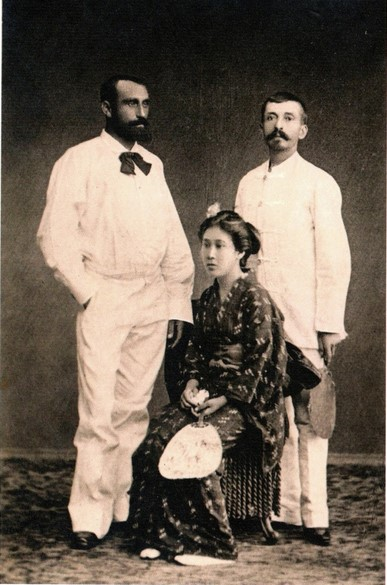
Pierre Loti (à droite) et son « frère Yves » avec Madame Chrysanthème. Collection Maison de Pierre Loti, Rochefort.

Loti a voyagé au Japon en 1885, il en rapporta l'inspiration de ce roman. Le 9 juillet 1885, dès son arrivée à Nagasaki, Loti épouse par contrat d'un mois renouvelable, une jeune Japonaise de 18 ans, Okane-San baptisée Kiku-San (Madame Chrysanthème). Le 12 août, âgé de 35 ans, il quitte Nagasaki. Ce mariage auquel les parents ont donné leur consentement a été arrangé par un agent et enregistré par la police locale. Il ne dure que le temps du séjour et la jeune fille pourra par la suite se marier avec un Japonais. Cette pratique est alors courante dans l'empire du Japon, même si elle s’avère coûteuse pour l'étranger.
Paru un an après Pêcheur d'Islande, en 1887, ce roman connaît un immense succès et contribue à la renommée de Pierre Loti. Il participe à l’intérêt porté en France pour l'Extrême-Orient et le Japon en particulier malgré la description mitigée qu'en fait Loti.

## Adaptations
- 1893 : Madame Chrysanthème, opéra d'André Messager, livret de Georges Hartmann, première le 21 juin 1893 au Théâtre de la Renaissance
- 1904 : Madame Butterfly, opéra de Giacomo Puccini (en partie inspiré du roman, il n'en est pas une adaptation fidèle)
- 1944 : Madame Chrysanthème, ballet et suite d'Alan Rawsthorne